# John Hattie

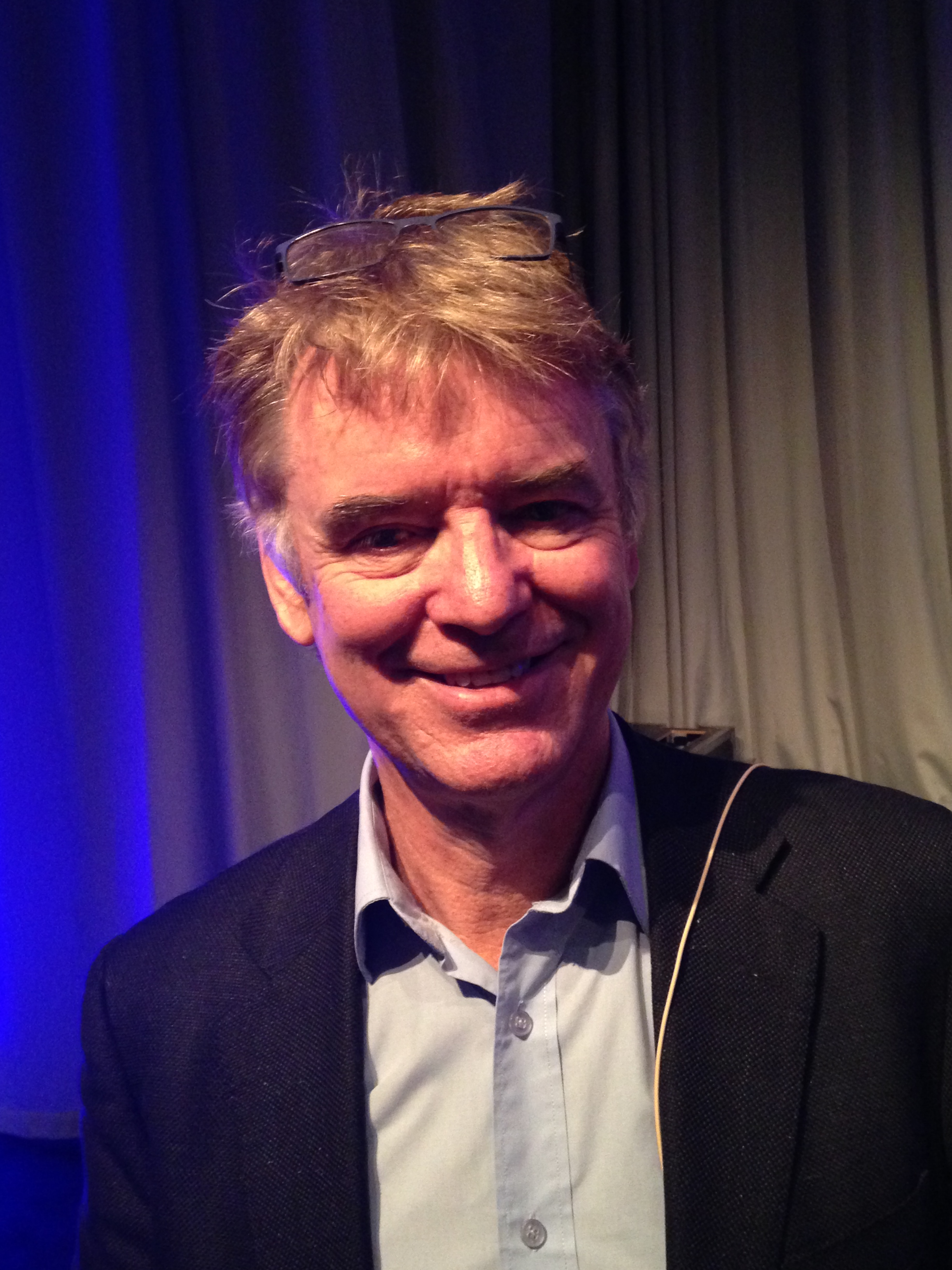
John Hattie (2014)

John Hattie, ONZM geboren als John Allan Clinton Hattie (* 1950 in Timaru), ist ein neuseeländischer Pädagoge. Seit 2011 ist er Professor für Erziehungswissenschaften und Direktor des Melbourne Education Research Institute an der University of Melbourne (Australien). Zuvor war er Professor für Erziehungswissenschaften an der University of Auckland.

## Arbeitsgebiet
In seinen Forschungen beschäftigt er sich vor allem mit Einflussfaktoren auf gelingende Schülerleistungen, mit Kreativität und Modellen des Lehrens und Lernens. Er ist ein Verfechter der evidenzbasierten, quantitativen Forschungsmethoden, um die Wirkungsfaktoren auf Schülerleistungen zu untersuchen.
Bekannt geworden ist John Hattie durch die Hattie-Studie, eine Zusammenführung der Ergebnisse von über 800 Metaanalysen zu schulischen Lernstandserhebungen, die er in seinem Buch Visible Learning (2009) präsentierte. Er stellte Einflussfaktoren auf Schülerleistungen zusammen und legte dar, dass es weiterhin stark auf die Lehrperson ankomme, ob Schüler in der Schule erfolgreich sind.
Die Studie wurde auch von führenden deutschen Bildungsforschern wie Eckhard Klieme und Andreas Helmke rezipiert.
Die Erkenntnisse werden bundesweit in den Fortbildungseinrichtungen der Bildungsministerien rezipiert, so z. B. im hessischen Amt für Lehrerbildung. Bildungsminister Mathias Brodkorb kündigte im Oktober 2014 an, allen Lehrern in Mecklenburg-Vorpommern eine von Klaus Zierer im Auftrag des Schweriner Bildungsministeriums verfasste Kurzfassung der Hattie-Studie zukommen zu lassen. Diese erschien unter dem Titel Hattie für gestresste Lehrer und ist mittlerweile auch als eigenständige Publikation erhältlich.
Im April 2013 erschien die deutschsprachige Ausgabe von Visible Learning unter dem Titel Lernen sichtbar machen und im Januar 2014 erschien die deutschsprachige Ausgabe von Visible Learning for Teachers unter dem Titel Lernen sichtbar machen für Lehrpersonen. Die Übersetzung besorgte Klaus Zierer zusammen mit Wolfgang Beywl.
In seinen jüngsten Arbeiten widmet er sich verstärkt der Frage, wie das Denken von Lehrpersonen Einfluss auf das Lernen von Schülerinnen und Schülern hat. So setzte sich die jährlich stattfindende Visible Learning Conference mit diesem Thema auseinander und 2017 erschien dazu in Zusammenarbeit mit Klaus Zierer Ten Mindframes for Visible Learning: Teaching for success, das bereits 2016 auf Deutsch unter dem Titel Kenne deinen Einfluss! „Visible Learning“ für die Unterrichtspraxis erschienen ist.

## Auszeichnungen
Im Jahr 2011 wurde er für seine Leistungen in der Pädagogik durch Queen Elisabeth II. zum Officer des New Zealand Order of Merit (ONZM) ernannt. 2016 erhielt er ein Ehrendoktorat der Universität Augsburg.

## Veröffentlichungen
- Self-concept. L. Earlbaum Associates, Hillsdale 1992, ISBN 0-89859-629-7.
- Visible learning. Routledge, London, New York 2009, ISBN 978-0-415-47618-8.
- Intelligence and Intelligence Testing. Taylor & Francis Ltd, London u. a. 2011, ISBN 978-0-415-60092-7.
- Visible learning for teachers. Routledge, London / New York 2012, ISBN 978-0-415-69015-7.
- International guide to student achievement. Routledge, London / New York 2012, ISBN 978-0-415-87898-2.
- Lernen sichtbar machen. Schneider Verlag Hohengehren, Baltmannsweiler 2013, ISBN 978-3-8340-1190-9.
- Lernen sichtbar machen. Schneider Verlag Hohengehren, Baltmannsweiler 2015, ISBN 978-3-8340-1450-4.
- Lernen sichtbar machen für Lehrpersonen. Schneider Verlag Hohengehren, Baltmannsweiler 2014, ISBN 978-3-8340-1300-2.
- Visible learning into Action. International Case Studies of Impact. Routledge, London / New York 2015, ISBN 978-1-138-64229-4.
- Zusammen mit Klaus Zierer: Kenne deinen Einfluss! „Visible Learning“ für die Unterrichtspraxis. Schneider Verlag Honetteren, Baltmannsweiler 2016, ISBN 978-3-8340-1650-8.